# Edmund George Hornby
Edmund George Hornby (1799–1865) foi um político britânico que foi Membro do Parlamento do Reino Unido por Warrington entre 1832 e 1835. Ele era filho de Edmund Hornby.